# Protezione civile (volontariato)
Il volontariato di protezione civile in Italia è una parte integrante del Servizio nazionale della protezione civile italiano e si configura come una struttura operativa articolata in organizzazioni nazionali, associazioni locali e gruppi comunali.
Nelle sue attività, il volontariato agisce in stretta collaborazione con le altre componenti e strutture operative del Servizio Nazionale, sia nelle situazioni ordinarie che in emergenza, partecipando regolarmente ad esercitazioni per garantire un coordinamento efficace e sinergia operativa. a livello centrale è rappresentato dal Comitato nazionale di volontariato di protezione civile.

## Storia
Il volontariato di protezione civile ha preso forma in risposta alle grandi emergenze verificatesi a partire dal secondo dopoguerra in Italia, come l’alluvione di Firenze del 1966 e i terremoti del Friuli e dell’Irpinia. Questi eventi hanno mostrato come, insieme alla spontanea mobilitazione dei cittadini, servisse anche un sistema pubblico strutturato in grado di organizzarla e valorizzarla.
Nel corso del tempo, il volontariato si è trasformato in una realtà ben organizzata, formata e qualificata, capace di accogliere e rappresentare le diverse professioni e conoscenze presenti nella società. Oggi costituisce una risorsa di grande valore per il Servizio nazionale di protezione civile, con competenze specializzate e capacità operativa, articolata in oltre 5.000 organizzazioni distribuite su tutto il territorio nazionale.

## Organizzazione

### Il comitato nazionale
Il Comitato nazionale del volontariato di protezione civile è previsto à all’articolo 42 del d.lgs. 2 gennaio 2018, n. 1 (Codice di Protezione Civile) edè statoistituito  tramite il Decreto del Presidente del Consiglio dei Ministri dell’11 luglio 2019, che ha contestualmente sostituito la Consulta nazionale del volontariato di Protezione Civile.
Il Comitato, che opera a titolo gratuito e ha una durata di tre anni, è articolato in due commissioni: una nazionale, composta da un rappresentante per ciascun soggetto iscritto nell’elenco centrale del volontariato, e una territoriale, formata da un rappresentante per ogni soggetto iscritto negli elenchi territoriali del volontariato. Viene organizzato attraverso un Elenco nazionale; quest’ultimo è suddiviso in un Elenco centrale e in Elenchi territoriali, ai quali sono iscritte tutte le organizzazioni riconosciute. Il Comitato si riunisce presso il Dipartimento della Protezione Civile almeno tre volte all’anno o ogni volta che venga considerato necessario, coinvolgendo i membri delle due commissioni.
Questa struttura assicura la partecipazione attiva del volontariato organizzato al Servizio Nazionale di Protezione Civile. Il Comitato svolge funzioni consultive, approfondendo e confrontandosi su temi legati alla promozione, formazione e sviluppo del volontariato organizzato. Al contempo, favorisce il coordinamento con le altre componenti e strutture operative. Inoltre, esprime pareri sulle direttive proposte dal Capo del Dipartimento della Protezione Civile riguardanti il volontariato.

### Il personale volontario
Per diventare volontario di protezione civile, è necessario aderire a un’organizzazione di volontariato inserita nell’Elenco nazionale (come enti o associazioni operanti nel "terzo settore", gruppi comunali) La scelta dell’organizzazione può basarsi su diversi criteri, come la vicinanza della sede alla propria residenza, la specializzazione operativa, l’ambito territoriale in cui opera o il tipo di evento per cui è prevista l’attivazione dell’organizzazione, in conformità a quanto stabilito dall’articolo 7 del decreto legislativo n. 1/2018.
Le singole organizzazioni possono stabilire, nei loro regolamenti, requisiti specifici per l’iscrizione, come ad esempio il raggiungimento della maggiore età che può variare dai 16 ai 18 anni.
Il personale volontario, oltre ad incorrere in eventuale responsabilità giuridica per il proprio operato, può in talune ipotesi essere ritenuto incaricato di pubblico servizio nello svolgimenti di talune attività o se sia legato in un rapporto specifico con una pubblica amministrazione italiana. Non percepiscono compensi o indennità, ma se operanti nell'ambito del Servizio civile universale hanno inoltre diritto a compenso.

## Formazione
Il Dipartimento della protezione civile, in qualità di coordinatore e guida del Servizio Nazionale, sviluppa e pianifica attività formative destinate alle componenti e alle strutture operative del Sistema, con particolare attenzione al settore del volontariato.
Queste attività hanno l’obiettivo di garantire un aggiornamento costante delle risorse impegnate nella protezione civile, promuovendo al contempo l’adozione di procedure condivise e un linguaggio operativo uniforme.

## Competenze e attività
Il volontariato di Protezione Civile si distingue per la varietà di competenze e professionalità espresse tra cui il soccorso, l’assistenza sanitaria, la prevenzione e la gestione degli incendi boschivi, la tutela dei beni culturali, la gestione delle telecomunicazioni e l’organizzazione delle aree di accoglienza. 
Inoltre, svolge un ruolo importante nell'informazione della popolazione sui rischi naturali, antropici e sanitari come quello sismico, vulcanico, idrogeologico, nucleare, industriale e sanitario.